# Ede Király
Ede Király (Budapest, 23 febbraio 1926 – Peterborough, 10 agosto 2009) è stato un pattinatore artistico su ghiaccio ungherese.

## Palmarès

### Individuale maschile
| Internazionali            | Internazionali | Internazionali | Internazionali | Internazionali | Internazionali | Internazionali |
| Evento                    | 1941           | 1944           | 1947           | 1948           | 1949           | 1950           |
| ------------------------- | -------------- | -------------- | -------------- | -------------- | -------------- | -------------- |
| Giochi olimpici invernali |                |                |                | 5°             |                |                |
| Campionati mondiali       |                |                |                | 3°             | 2°             | 2°             |
| Campionati europei        |                |                |                | 4°             | 2°             | 1°             |
| Nazionali                 |                |                |                |                |                |                |
| Campionati ungheresi      | 1°             | 1°             | 1°             | 1°             | 1°             | 1°             |

### Coppie con Andrea Kékesy
| Internazionali            | Internazionali | Internazionali | Internazionali | Internazionali |
| Evento                    | 1944           | 1947           | 1948           | 1949           |
| ------------------------- | -------------- | -------------- | -------------- | -------------- |
| Giochi olimpici invernali |                |                | 2°             |                |
| Campionati mondiali       |                |                | 2°             | 1°             |
| Campionati europei        |                |                | 1°             | 1°             |
| Nazionali                 |                |                |                |                |
| Campionati ungheresi      | 1°             | 1°             | 1°             | 1°             |